# Salón de otoño de 1905
El Salón de otoño de 1905 fue un evento artístico celebrado del 18 de octubre al 25 de noviembre  de 1905, en el llamado Gran Palacio de los Campos Elíseos en París, Francia. En el catálogo se presenta de la Sociedad del Salón de otoño la lista de: miembros fundadores, miembros de honor, socios, miembros fallecido, las personas que constituyen el comité del Salón, personal administrativo. De igual manera el estatuto de la Sociedad del Salón de otoño, el reglamento del Salón de otoño de 1905, un apartado de las disposiciones especiales para pintura, escultura, dibujo, grabado, arquitectura y artes decorativas.  Y también una lista de obras expuestas. Como parte de las actividades del salón se incluyeron: una exposición de libros (se dio una lista de los libros presentados), presentaciones de música de la época (el programa de las obras musicales), las exposiciones de los artistas Jean-Auguste-Dominique Ingres y Edouard Manet (con la lista de las obras exhibidas de ambos artistas).

## El Salón antes de 1905
El Salón de otoño (en francés Salon d'Automne) fue creado el 31 de octubre de 1903 en el Petit Palais por iniciativa del arquitecto, hombre de letras y gran amante del arte belga Frantz Jourdain (1847-1935) que presidía el sindicato de la crítica del arte y algunos amigos como el arquitecto y decorador Hector Guimard.[cita requerida] Los pintores Eugène Carrière, George Desvallières, Félix Vallotton, Édouard Vuillard, Adrien Schulz, o el decorador Jansen.[cita requerida]

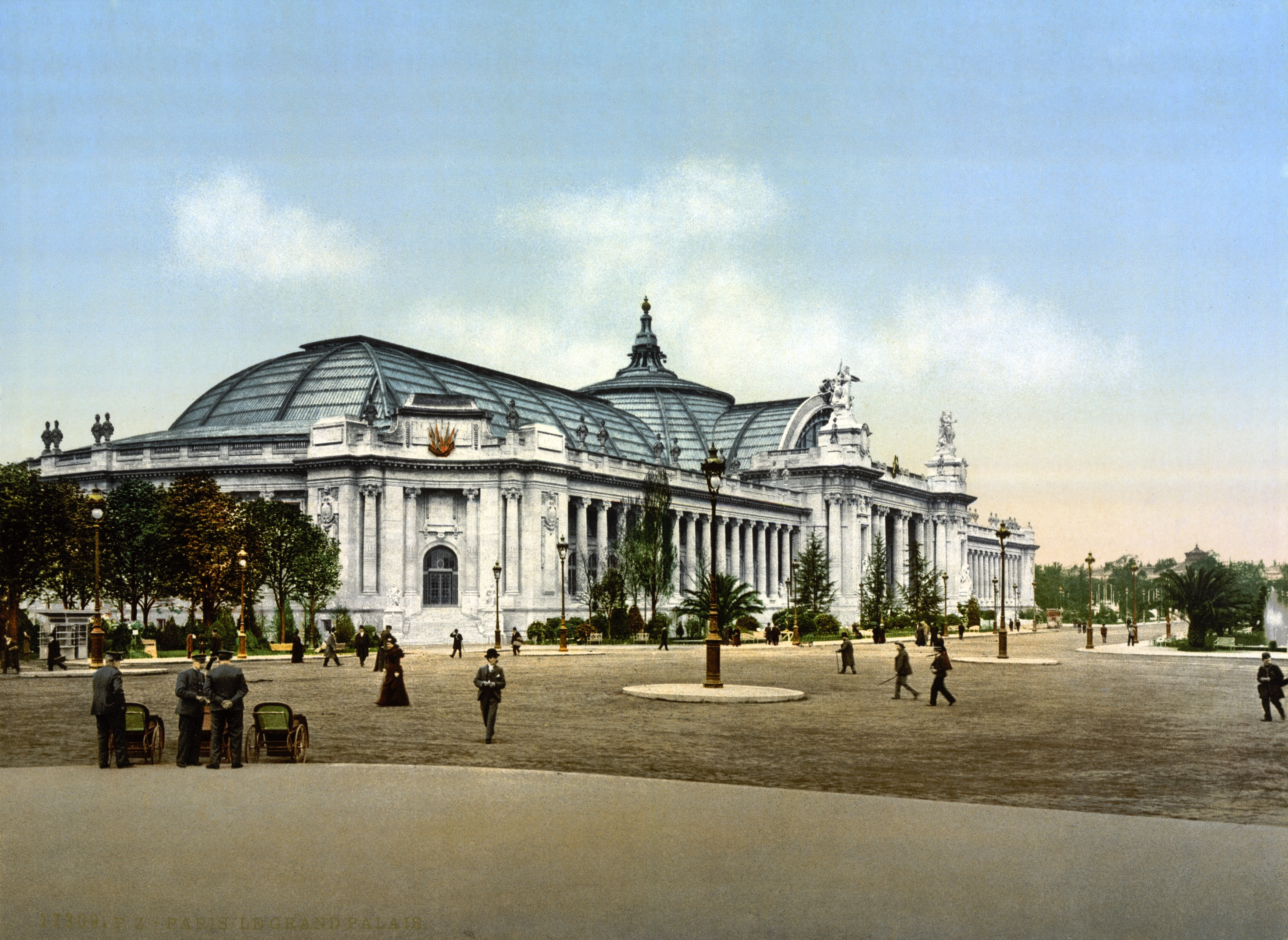
Aspecto del Grand Palais el año de su inauguración, tarjeta postal de 1900.

El objetivo es ofrecer apoyo a los jóvenes artistas y acercar al público el impresionismo.[cita requerida] La elección del otoño como fecha para la exposición obedece a una doble estrategia: por un lado permite a los artistas exponer las pequeñas obras realizadas en exteriores durante el verano y por otro se desmarca de los grandes salones de la época (la Nationale y los Artistes français) que tenían lugar en primavera.[cita requerida]
El Salón de otoño se distingue por su carácter multidisciplinar, albergando pinturas, esculturas, fotografías (a partir de 1904, en el año 1905 no se presentan obras en esta técnica), dibujos, grabados y artes aplicadas entre otros. Y por la transparencia en su distribución del espacio entre escuelas. Los pintores extranjeros tienen fuerte presencia.
A partir de 1904 el Salón deja de exponerse en los sótanos, prueba del rápido éxito alcanzado y abandona el Petit Palais por el Grand Palais.[cita requerida] En el curso de esa edición se exponen treinta y tres cuadros de Paul Cézanne, sesenta y dos de Odilon Redon y treinta y cinco de Auguste Renoir entre otros. El conjunto (en el que ya estaban presentes Matisse, Manguin, Marquet y Camoin) es bien aceptado, todo lo contrario del escándalo que se produciría un año después en 1905.[cita requerida]

## La organización del salón de 1905

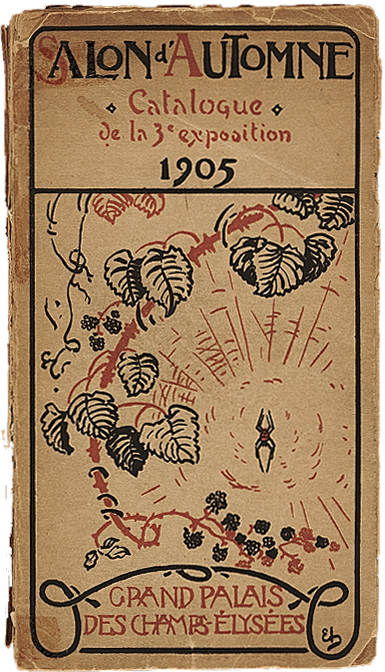
Portada del Catálogo del Salón de Otoño para el año 1905

1905 marca el cambio hacia el modernismo del Salón.[cita requerida] La cuarta parte de los socios encargados de su organización (los más conservadores) son eliminados a favor de artistas de la escuela de Gustave Moreau, de tendencias más vanguardistas.[cita requerida] El comité bienal elegido para la administración del Salón se compone de Matisse, Desvallières, Georges Rouault, René Piot (todos ellos antiguos alumnos de Gustave Moreau) así como Louis Vauxcelles y Roger Marx.[cita requerida] El jurado decide favorecer la originalidad por encima del impresionismo edulcorado y acepta aquellas obras consideradas como experimentales incluso por sus propios autores.[cita requerida] El propio André Derain escribirá: «Jamás he hecho un trabajo tan complejo y tan diferente, tan desconcertante para la crítica».[cita requerida]  La ubicación de las obras se confía al arquitecto Charles Plumet, quien reproduce más o menos la distribución del año anterior.[cita requerida]
El Salón se compone de 18 salas y 1625 obras ordenadas de forma creciente según su impacto. De esta forma encontramos en el vestíbulo esculturas de Rodin y en la sala los nombres ilustres como Cézanne, Renoir, Armand Guillaumin, Jean-François Raffaëlli o Redon. Del mismo modo la sala III agrupa artistas de fama bien establecida como Carrière, Desvallières, los artistas nabis Vuillard, Bonnard, Vallotton o Roussel.[cita requerida] Dos grandes retrospectivas ocupan las salas siguientes, una concerniente a Ingres y otra a Manet. Las distintas salas albergan obras de numerosos artistas extranjeros como Alexei von Jawlensky, Kandinsky y Béla Czóbel entre otros.
Pero es evidentemente la sala VII, emplazada por Plumet en el centro de la exposición la que acapara todas las miradas.[cita requerida] Situada junto al espacio donde se exponen las obras del aduanero Rousseau, en particular « Le lion ayant faim » agrupa las obras de Matisse, Manguin, Derain, Vlaminck, Marquet o Camoin.[cita requerida] Los pintores Jean Puy, Flandrin, Rouault, Van Dongen, Pierre Girieud, si bien también asimilados por el fauvismo se encuentran en otras salas.[cita requerida] Entre estas pinturas de colores violentos («un tarro de pintura tirado a la cara del público» escribió Camille Mauclair atacan en medio de la estancia dos bustos de Albert Marque (1872-1939) de un estilo muy tradicional.
La Sociedad el Salón de otoño en el año 1905 presentó en su catálogo varias listas: la de sus fundadores, miembros de honor, la de sus socios y lo que constituyeron los miembros del comité del salón de ese año, a continuación se da los detalles de las listas:
A. Lista de miembros fundadores:
| - Aman-Jean. *. p. - Bloch, Alexandre. p. - Breffendille. a. - Belleroche, Albert. p. - Bonnier, Louis. *. a. - Bever, Van. d. - Bourgeois, Eugène. p. - Berthoud, P.F. e. - Carrière, Eugène. O*. Président d’honneur. - Cézanne. p. - Chéret. O*.p. - Chigot. *. p. - Charpentier, A. *. e. - Chayllery. p. - Debraux, René. p. - Derré, Emile. e. - Desvallières, Georges. p. - Dezaunay, Emile. p. | - Dreyfus-Gonzalès. p. - Dupuy, Paul. p. - Dufau, Mme C.H. p. - Delasalle, Mme. p. - Eliot, Maurice. p. - Espagnat, d’. p. - Fix-Masseau. e. - Gardier, du. p. - Géo-Weiss.p. - Gonyn, Louis. p. - Gonyn de Lurieux, Mme. p. - Gropéano. p. - Guimard. a. - Guinier. p. - Guirand de Scevola. p. - Hawkins. p. - Houbron. p. - Hélis, Henri. p. | - Frantz Jourdain. O*. a. - Joannon. p. - Lambeaux, Jef. e. - Laurens, Paul-Albert. p. - Le Basque, Henri. p. - Lefèvre, Camille. *. e. - Legrand, Louis. g. - Lepère, Auguste. *. p. - Lopisgich, Georges. p. g. - Loup. p. - Lunois. g. *. - Lucas, Désiré. p. - Lerolle. *. p. - Maufra. p. - Morin, Louis. p. - Magne de la Croix. p. - Neydhart. p. - Olive. *. p. | - Osbert.p. - Plet, Fernand. p. - Plumet. *. a. - De la Quintinie, Léon. p. - Rivaud, Charles. a.d. - Roche. e. - Rosso, Médardo. e. - Rouault. p. - Robbe, Manuel. g. - Sauvage, Henri. a. - Schulz. p. - Abel Truchet. p. - Tronchet, Guillaume. *. a. - Vallotton. p. - Vuillard. p. - Vibert, James. e. - Vibert, Pierre. g. - Willette. d. |

B. Lista de miembros de Honor:
| - Arsène, Alexandre. *. - Léonce, Benedite. *. - Léon Bourgeois, O. *. - Eug. Blot. *. - Van Bever. - Louis Barthou. - Alfred Bruneau. - Georges Caïn, *. - Camondo (de) O *. - Chéramy. - Cahen. - Couyba. - Georges Cochery. - Denys Cochin. - Armand Dayot. O. *. - Desplas. - Delpech. - Delpeuch, *. - Demolder. - Iean Dolent. | - Théodore Duret. - Paul Doumer. - Paul Escudier - Henri Frantz. - Arthur Fontaine. O. *. - Elie Faure. - J.-B. Faure. - Fayet. - Gallimard. - Gustave Geffroy. O. * - Maurice Guillemot. - André Germain. - Huysmans. * c. a. - Huc. - Gustave Kahn. - Kahn. - Léon Leré. - Laurent. - Louis Lumet. - Edouard Lockroy. | - Jean Lorrain. - Henri Lapauze. *. - Lerolle. *. - Maurice Leclanché. - Georges Leygues. - Mareuse. - Henri Marcel. O. *. - Mascuraud. O. *. - Massé. *. - Camille Mauclair. *. - Octave Maus. - Massiet. - Roger Milès. - Mourey. - Murât. * - Joseph Meyer. - De Monzie. *. - Pol Neveux, *. - Max Nordau. - Aug. Pellerin. | - Quentin Bauchart. - Rambosson. g. - Roger Marx. C. *. - Rouart. - Alexis Rouart. - Ridouard. - Olivier Sainsère. C. *. - Sarradin. - Marcel Sembat. - Gabriel Séailles. *. - Simyan. - Gustave Soulier. - André Saglio. - Octave Uzanne. - Vasnier. *. - Verhaeren. - Eugène Verneau. - Georges Viau. *. - Vauxcelles, ’’Louis’’. |

C. Lista de los socios:
| - Anglada, p. - Arnaud, a. - Badin, e. - Baignères (Paul), p. - Barau (Emile), p. - Boyer (Pierre), p. - Bellery Desfontaines,a.d. - Berges (Paul), p. - Bermond (Mme), p. - Berton (Emile), p. - Besnard (Mme Albert), e. - Besnard (Robert), p. - Beurdeley, g. - Bernard Boutet de Monvel, p. - Burdy (Mme Jeanne), p. - Buysse (Georges), p. - Boggio (Emile), p. - Bonnard (Pierre), p. - Braquaval, p. - Braut (Albert), p. - Bracquemond, p. - Burgraaff (Paul de), p. - Bunny, p. - Bigot (Alexandre), *, a.d. - Paul Brindeau (de Jarny), a.d. - Bourgeois (Victor), p. - Carrière (Ernest), a. d. - Castro (Paul de), p. - Chabanian, p. - Chatelain (Alfred), p. - Chauchet (Mme Chariotte) p. - Carpentier (Mme Marie-Paule), d. - Carpentier (Mme Madeleine), d. - Claudel (Mme Camille), e. - Clostre (Fernand), e. - Colin (Paul), g. - Cordey (Frédéric), p. | - Crébassa, p. - Charreton, p. - Décôte, p. - Decoprez, p. - Degouve de Nuncques, p. - Delestre (Eugène), p. - Delfosse (Louis), g. - Dethomas (Maxime), p. - Durio (Francis), a. d. - Diéterle (Mme Yvonne), e. - Desruelles (Félix) e. - Faivre (Abel), p. et d. - Fréchon (Charles), p. - Gillet-Numa, p. - Grosjean (Henry), p. - Guillaumin, p. - Guérin (Charles), p. - Gumery, p. - Germain (Mme Louise), a. d. - Guillemet (J.-B.), O, *, p. - Halou (Alrred Jean), e. - Hamm (Henri), a.d. - Heymans, *, p. - Herscher (Ernest), a.d. - Hoetger (Bernhardt) se. - Horton (William), p. - Iturrino (Francisco), p. - Jourdain (Francis), p. - Jacquin (Georges), p. - Kaufmann (Léon), p. - Kandinsky (Basile), g. - Kœnig (Jules), p. - Kuhn Régnier, p. - Kelly (Gérald), p. - Kunfy (Lajos), p. - Lambert (Georges), p. - Labouret (Auguste), a. d. | - Lalique (René), a. d. - Langlois, p. - Laprade (Pierre), p. - Larche, *, e. - Larroux (Antonin), e. - Laumonnerie (Théophile) a.d. - Lavirotte, a. - Le Bail (Louis), p. - Loiseau (Gustave), p. - Lisbeth (Mme Delvolvé Carrière), p. - Lottin. p. - Lavery (John), p. - Legros, p. - Liebermann (Max), p. - Lefèvre (Wilhelm), g. - Lepla (Paul), e. - Lévy Dhurmer, *. p. - Le Beau (Alcide), p. - Madeline (Paul), p. - Margueritt (Mme), g. - Marquet, p. - Matisse (Henri), p. - Manguin (Henri), p. - Méthey (André), e.a.d. - Mezquita (José María). - Milcendeau (Charles), p. - Moret (Henri), p. - Morisset, p. - Naveliier, e. - O'Conor (Roderic), p. - Oppler (Allen), se. - Orazi, p. - Ory Robin (Mme), a.d. - Ouvré (Achille), g. - De Palézieux (Edmond), p. - Patterson (Ambroise), p. - Perrichon (Jules Léon), g. | - Piot (René), p. - Prouvé (Victor), p. - Raguel (Félicien), a. - Ranft Richard), p. g. - Rassenfosse Armand), g. - Redon Georges), p. - Renoir, *, p., Président d'honneur. - Richards Lee Greene Mre.,p - Rousaud Aristide), se. - Roussel-Masure, p. - Redon (Odilon) *, p. - Saglio (Edouard), p. - Sarazin, a. - Sauvage Henri), p. - Sawyer Philippe), p. - Séailles(Mme Marie-Paule),P- - Schmitt Mme Noémie), d. - Selmersheim (Tony), a. - Simons Paul), p. - Stibbe, p. - Sunyer, p. - Suréda, p. - Synave, p. - Szikszay Féri de), p. - Taquoy (Maurice Louis), g. - Tapissier (Edmond), p. - Tarrit(Jean), e. - Ten Cate, p. - Troubetzkoï (Prince Paul), e. - Ulmann. - Van der Stappen, *, e. - Villon (Jacques), d. - Violet (Gustave), e. - Villéon (de la), p. - Vera (Paul), p. - Wilder, p. - Willaert (Ferdinand). - Yencesse (Ovide), *, e. |

D. Lista de los miembros del Comité del Salón de otoño del 1905:
| - MM. Aman-Jean - Badin. - Melle. Bermond - Mme. Albert Bernard - Blot - Alex, Carpentier. - Chigot. - Mme. Claudel. - MM. Desvalieres - Dethoms - Mme. Dufau - MM. Duret | - D’Espagnat - Fix-Masseau - Gallimard - Du Garnier - Charles Guérin - Guillaumin - Guirand de Scevola - Hamm - Herscher. - Frantz Jourdain - Laprade - MM Le Beau | - Camille Lefévre - L. Legrand - Lopisgich - Henry Marcel - Roger Marx - Henri Matisse - Maudra - Perrichon - Piet - Piot - Ch. Plumet - Renoir | - Rivaud - Roche - Manuel Robbe - Rouault - O. Sainsere - Sarradin - H. Sauvage - TRonchet - Abel Truchet - C. Vauxcelles - George Viau. - J. Villon |

Abreviaturas: Pintura: p. Escultura: e. Dibujos, acuarelas, etc: a.d.q. Grabado: g. Arquitectura: a. Artes decorativas: a.d. Crítico de arte: c.a. Caballero de la Legión de Honor *. Oficial: O. Comandante: C. Madame: Mme (tratamiento de cortesía a la señora).
Observaciones: Los nombres de los miembros en el catálogo vienen entre paréntesis, aquí se resalta tal aspecto, en letra cursiva.

## Lista de artistas
En 1905 el Salón de otoño se realizó con una exposición de pinturas, esculturas, dibujos, grabados, arquitectura y artes decorativas. En el catálogo de la exposición artística, no se indicó el número de salas en que estaba compuesto el salón, los nombres de los artistas con las obras expuestas fueron ordenados alfabéticamente, en total fueron 1636 obras y el número artistas que participaron fue de 577. La crítica de arte dedicada al salón artístico, por Louis Vauxcelles menciona 18 salas.

Esta es la lista de los artistas que participaron en el salón. 
| - Abrams, Lucien. \|USA \| p. - Adour, Pauline. \|FRA \| p. - Agard, Charles. \|FRA \| p. - Aguttes, Georgette. \|FRA \| p. - Albert, Adolphe. \|FRA \| p. - Allard, André-Marie-Paul-Jacques. \|FRA \| p. - Alluaud, Gilbert-Eugène. \|FRA \| g. p. - André, Albert. \|FRA \| p. - Andry-Farcy, Pierre. \|FRA \| d. - Argollo, Gastón D’. \|GBR \| ad. - Armfield, Maxwell. \|GBR \| p. - Armington, Frank-Milton. \|CAN \| p. - Arnesen, Borghild. \|NOR \| ad. - Arnold, Henry. FRA \| e. - Audra, Paul. \|FRA \| ad. p. - Auglay. \|FRA \| p. - Auran, Bénoni. \|FRA \| p. - Avog, Annie. \|DEU \| ad. - Bacard, Raoul. \|FRA \| d. - Badin, Jean-Victor. \|FRA \| e. - Baignères, Paul-Louis. \|FRA \| p. - Bally, Alice. \|CHE \| g. - Barau, Émile. \|FRA \| p. - Barberis, Henri. \|FRA \| p. - Barbier, André. \|FRA \| p. - Baric, fue, 'Jules. \|FRA \| d. - Bärwolf, Georges. \|BEL \| p. - Baudot, Jeanne. \|FRA \| p. - Beetz, Eliza. \| * \| ad. - Bellerroque, Albert. \|GBR \| g. p. - Benedictus, Edouard. \|FRA \| p. - Beresford. \|GBR \| d. - Bermond, Marie. \|FRA \| p. - Bernouard, Albertine. \|FRA \| p. - Berthoud, Paul-François. \|FRA \| e. g. p. - Berton, P.-Émile. \|FRA \| p. - Besnard, Jean-Alfred. \|FRA \| ar. - Besnard, Robert. \|GBR \| p. nacido en Londres, francés - Beurdeley, Jacques. \|FRA \| g. - Biette, Jean-François. \|FRA \| p. - Bigot, Alexandre. \| FRA \| ad. - Bigot, Raymond. \|FRA \| ad. - Birot, Pierre-Albert. \|FRA \| g. - Blanc, Henri-Marie. \|FRA \| e. - Blanchot, Ivan-Léon. \|FRA \| e. - Bloch, Alexandre. \|FRA \| p. - Bodington, Philip-Eaton. \|GBR \| p. - Boigegrain, Adolphe. \|FRA \| p. - Bonhomme, Léon. \|FRA \| p. - Bonnard, Pierre. \|FRA \| p. - Bochardt, Félix. \|DEU \| d. p. - Borissoff Moussatoff, Victor. \|RUS \| p. - Bosser, Eugène. \|FRA \| p. - Bouche, George. \|FRA \| p. - Bouchet, Louis Daniel. \|FRA \| p. - Bouclet, René Alfred. \|FRA \| ad. - Boudot-Lamotte, Maurice. \|FRA \| p. - Bourdelle, Stéphanie Constance. \|FRA \| p. - Bourdelle, A. Emile. \|FRA \| e. p. - Bourdier, Raoul. \|FRA \| p. - Bourgeois, André. \|FRA \| p. - Bourgeois, Eugène. \|FRA \| p. - Bourgeois, Victor-Ferdinand. \|FRA \| p. - Bourgonnier-Claude, Berthe. \|FRA \| p. - Bourgouin, Eugène. \|FRA \| ad. - Boutet de Monvel, Bernard. \|FRA \| p. - Boznanska, Olga de. \|POL \| p. - Brachet, Loys. \|FRA \| ar. - Bracquemond, Pierre-Jacques. \|FRA \| p. - Brandt, Edgar-William. \|FRA \| ad. - Braquaval, Louis. \|FRA \| p. - Braunerova, Zdenka. \|* \| **. (tchéche) - Braut, Albert. \|FRA \| p. - Bréal, Auguste, Edouard. \|FRA \| p. - Brindeau, de Jarny. \|FRA \| ad. - Brindley, D. Putnam. \|USA \| d. - Brissaud, Jacques. \|* \| p. - Brochard, Henri. \|FRA \| p. - Bruce, Patrick Neuvy. \|USA \| p. - Bruce, Kathleen. \|IRL \| e. - Brugairolles, Victor. \|FRA \| p. - Brugnot, Henri. \|FRA \| p. - Brunel, Edouard. \|* \| p. - Brunner, Zyqmunt. \|POL \| d. g. - Bryan, Edouard. \|USA \| p. - Bugatti, Rembrant. \|ITA \| e. - Bullow, Von Joachim. \|DEU \| p. - Bunny, Ruppert C. W. \|GBR \| p. vivía en AUS - Burdy, Jeanne Adèle. \|FRA \| d. - Bussy, Simon. \|FRA \| p. - Butler, Théo Earl. \|USA \| p. - Buyko, Boleslas. \|POL \| p. - Buysse, Georges. \|BEL \| p. - Besnard, Charlotte-Gabrielle. \| FRA \| e. - Camoin, Charles. \|FRA \| p. - Caputo, Ulisse. \|ITA \| p. - Cardona, Juan. \|ESP \| p. - Cardona, José. \|ESP \| e. - Carpentier, Marie-Paule. \|FRA \| d. - Carrièrre, Ernest. \|FRA \| ad. - Carrièrre, Eugène. \|FRA \| p. - Carrièrre, Jean René. \|FRA \| e. - Castro, Paul de. \|GBR \| p. - Cat, Henri. \|FRA \| p. - Cauvy, Léon. \|FRA \| g. p. - Cavaillé-Coll, Cécile. \|FRA \| ar. - Cézanne, Paul. \|FRA \| p. - Chabanian, Arsène. \|ARM \| p. - Chamaillard, Ernest. \|FIN \| p. pero vivió en FRA - Champon, Edmond. \|FRA \| p. - Chanler, Robert-Whinthrop. \|USA \| ad. - Charmaison, Raymond. \|FRA \| p. - Charmy, Emilie. \|FRA \| p. - Charpentier,Alexandre. \|FRA \| e. - Charpentier, Georges. \|FRA \| g. - Charreton, Victor-Léon. \|FRA \| p. - Chatelain, Alfred. \|FRA \| p. - Chautet, Charlotte. \|FRA \| p. - Chénard-Huché, Georges. \|FRA \| p. - Chéret, Jules. \|FRA \| p. - Chevalier, Andrien-Henri. \|FRA \| p. - Chigot, Eugène-Henri. \|FRA \| p. - Cillard, Henri. \|FRA \| ad. - Cirou, Paul. \|FRA \| p. - Claudel, Camille. \|FRA \| e. - Cohen, Paul. \|DEU \| p. - Colin, Paul-Émile. \|FRA \| g. - Colthurst, A.-C. \|IRL \| p. - Contant, Jules. \|FRA \| p. - Contesse, Gaston. \|FRA \| e. - Cordey, Frédéric. \|FRA \| p. - Cornélius, Marie. \|FRA \| p. - Cossard, Adolphe-Auguste-Eugène. \|FRA \| p. - Cosson, Jean-Louis-Marcel. \|FRA \| p. - Contesco, Cécile. \|ROU \| p. - Crébassa, Paul-Édouard. \|FRA \| p. - Cuvelier, Alexandre. \|FRA \| p. - Czobel, Bela. \|HUN \| p. - Babadie, Henri. \|FRA \| p. - Dannenberg, Alice. \|RUS \| p. - Deborne, Robert-Camile. \|FRA \| p. - Debraux, René. \|FRA \| p. - Deconchy, Ferdinard. \|FRA \| p. - Decoprez, Fernand. \|FRA \| p. - Décôte, Georges. \|FRA \| p. | - Degallaix, Louis. \|FRA \| p. - Degouve de Nuncques, William. \|FRA \| p. - Dehérain, François. \|FRA \| p. - Dejean, Louis. \|FRA \| e. - Delasalle, Angèle. \|FRA \| d. p. - Delavallée, Henri. \|FRA \| p. - Delestre, Eugène. \|FRA \| ad. p. - Delfosse, Louis. \|FRA \| d. p. - Delpey, André. \|FRA \| p. - Deltombe, Paul. \|FRA \| p. - Demagnez, Marie-A. \|FRA \| e. - Denisse, Jean-Julien. \|FRA \| p. - Denis-Valvérane, Louis. \|FRA \| p. - Derain, André. \|FRA \| p. - Derré, Emile. \|FRA \| e. - Desbois, Jules. \|FRA \| ad. - Désiré-Lucas. \|FRA \| p. (Martinica) - Deslignières, Marcel. \|FRA \| ar. - Desruelles, Félix-Afred. \|FRA \| e. - Desvallières, George. \|FRA \| d. p. - Dethomas, Maxime-Pierre. \|FRA \| d. - Deverin, Roger. \|FRA \| p. - Deville, Jean. \|FRA \| p. - Dezaunay, Émile. \|FRA \| g. p. - Déziré, Henry. \|FRA \| p. - Dick Dumas, Alice. \|FRA \| p. - Diéterle, Yvonne. \|FRA \| e. - Diriks, Edvard. \|NOR \| p. - Drésa, Jacques. \|FRA \| p. - Drésel, Frédéric. \|FRA \| p. - Dreyfus-Lemaitre, Henri. \|FRA \| p. - Duchamp-Villon, Raymond. \|* \| e. - Duchemin, Jean. \|FRA \| ar. - Dufau, Clémentine-Héléne. \|FRA \| p. - Dufrène, Elysée Maurice. \|FRA \| ar. - Dufrénoy, Georges-León. \|FRA \| p. - Dupont, Robert. \|FRA \| d. p. - Dupuy, Paul-Michel. \|FRA \| p. - Duranton, Jeanne. \|FRA \| p. - Duray, Emile-Arthur. \|FRA \| p. - Durenne, Eugène-Antoine. \|FRA \| ** - Durousseau, Paul Léonard. \|FRA \| e. - Dusouchet, León-Pierre. \|FRA \| p. - Ede Vipont, Fréderic. \|CAN \| p. - Elen, Mia. \|FRA \| p. - Eliot, Maurice. \|FRA \| p. - Emmeneger, Hans. \|CHE \| p. - Erwyn-Cornélius, J. Georges. \|FRA \| p. - Espagnat, Georges d’. \|FRA \| p. - Faber du Faur, Hans von. \|DEU \| p. - Fabre, Auguste-Victor. \|FRA \| p. - Abel Faivre. \|FRA \| p. - Farnum, H. Cyrus. \|FRA \| p. - Fauconnet, Guy-Pierre. \|FRA \| p. - Feine, L.A. \|FRA \| ar. - Fix-Masseau. \|FRA \| e. - Flandrin, Jules-Léon. \|FRA \| p. - Flodin, Hilda. \|FRA \| g. e. - Florès, Ricardo Georges. \|FRA \| d. p. - Follot, Paul-Frédéric. \|FRA \| e. - Fornerod, Rodolphe. \|FRA \| p. - Fountaine, Auguste Raphael. \|FRA \| p. - Fourain, Auguste. \|FRA \| ad. - Fourneir, Marcel. \|FRA \| p. - Frechon, Charles. \|FRA \| p. - Frémont, Suzzane. \|FRA \| p. - Friesz, Othon. \|FRA \| p. - Gabriel Rousseau. \|FRA \| p. - Gairaud, Paul-Eugène. \|FRA \| e. - Galanis, Demétrius. \|GRC \| p. - Gallaud, Marie. \|FRA \| e. - Galtier-Boissière, Louise. \|FRA \| p. - Gamble, Edwin. \|USA \| p. - Ganesco, Constantin. \|ROU \| e. - Gardier, Raoul du. \|FRA \| p. - Garino, Joseph-Louis. \|ITA \| ad. - Gautier, Marie. \|FRA \| g. p. - Geloso, Jeanne. \|FRA \| p. - Genty, Charles. \|FRA \| d. p. - Georges, Léonie. \|FRA \| p. - Georges-Bergès. \|FRA \| p. - Germain, Louise-Denise. \|FRA \| ad. - Geo-Weiss. \|FRA \| p. - Numa Gillet. \|FRA \| p. - Gillard, Marguerite. \|FRA \| p. - Girieud, Pierre. \|FRA \| p. - Gobillard, Paule. \|FRA \| p. - Goltz, Alexandre. \|AUT \| p. - Gonyn, Louis. \|FRA \| p. - Gonyn de Lurieux, A. Yvanhoé. \|FRA \| e. p. - Gosselin, Emilie. \|FRA \| ad. - Gouveia, Francisco de Silva. \|PRT \| e. - Graf, Ilma. \|HUN \| p. - Granet, Pierre. \|FRA \| e. - Grass Mick, Augustin -Georges. \|FRA \| p. - Grenaut, Louise. \|FRA \| ad. - Grenier, Albert-Guillaume. \|FRA \| p. - Grimard, Max. \|FRA \| p. - Gropéano, Nicolas. \|ROU \| p. - Grosjean, Henry. \|FRA \| p. - Gsell, Henry A. \|CHE \| p. - Guérin, Charles. \|FRA \| p. - Guéroult, Maurice-Georges-Adolphe. \|FRA \| p. - Guiet, Jean, Michel, Eugène, Adrien. \|FRA \| p. - Guillaume-Roger. \|FRA \| p. - Guillaumin, Armand. \|FRA \| p. - Guirand de Scevola, Virtor-Lucien. \|FRA \| p. - Gumery, Adolphe. \|FRA \| p. - Halou, Alfred-Jean. \|FRA \| e. - Halpert, Samuel. \|POL \| p. - Hamm, Henri. \|* \| ad. - Hawes, Stéphen. \|GBR \| ad. - Hayman, Laure. \|GBR \| e. (nació Valparaíso, CHL) - Heisser, Margarethe E. \|USA \| d. - Hélis, Henri. \|FRA \| p. - Henri-Matisse. \|FRA \| d. p. - Hermann, Paul. \|FRA \| p. - Herscher, Ernest-Marie. \|FRA \| g. - Herscher, E. y Feine, L.A. \|FRA \| ar. - Hertz, Cécile. \|FRA \| p. - Hermans, Adrien-Joseph. \|BEL \| p. - Hœtger, Bernhard. \|DEU \| e. - Horton, Williams S. \|USA \| ad. p. - Hudson, Anna Hope. \|USA \| p. - Husson, Henri. \|FRA \| ad. - Husson, Georges. \|FRA \| ad. - Ibels, Henri-Gabriel. \|FRA \| ad. g. p. - Illero, Georges-Raoul. \|FRA \| p. - Jaremitch, Stéphane. \|RUS \| p. - Jawlensky. \|RUS \| p. - Iturrino, Francisco. \|ESP \| p. - Jacquin, Georges-Arthur. \|FRA \| p. - Jean, Thomas. \|FRA \| p. - Jeanniot, Henriette-Elisabeth. \|FRA \| p. - Jelka-Rosen. \|SRB \| p. - Joannon, Étienne. \|FRA \| d. p. - Jolly, André. \|FRA \| p. - Joncières, Léonce de. \|FRA \| p. - Jorgensen, Valdemar. \|DNK \| d. - Joseph, Albert. \|FRA \| p. \|FRA \| p. - Joseph-Rignault, Emile. \|FRA \| p. - Jourdain, Francis. \|FRA \| d. p. - Jourdan, Louis. \|FRA \| p. - Judith, Edouard-Gérard. \|FRA \| p. | - Juste, René. \|FRA \| p. - Kafka, Bohumil \| CZE \| e. - Kalmar, Elsa de. \|HUN \| e. - Kandinsky, Basile. \|RUS \| ad. g. p. - Kaufman, Léon. \|POL \| p. - Kayser, Charles-Edmond. \|FRAN \| d. - Kelly, Gérald. \|IRL \| p. - Kissling, Allemand. \|DEU \| p. - Klausner, Judith. \|DEU \| p. - Kleinmann, Alice-Adèle. \|FRA \| p. - Klingsor, Tristan L. \|FRA \| p. - Kober, Léon. \|FRA \| d. - Kœning, Jules-Raymond. \|FRA \| p. - Kraaht, Constantin. \|RUS \| e. - Krouglicoff, E. de. \|RUS \| g. - Krouglicoff, Elizabeth. \|RUS \| g - Kuhn-Régnier, Walfrid-Joseph. \|FRA \| p. - Kunfy, Lajos. \|HUN \| p. - Kunwald, César. \|HUN \| p. - Kunz, Jacob-Edwin. \|USA \| p. - Laboret, Auguste. \|FRA \| d. - Laboureur, Jean-Emile. \|FRA \| g. - Lacoste, Charles. \|FRA \| p. - Laufaurie, Marie, Anne. \|FRA \| e. - Lafitte, Alphonse. \|FRA \| g. - Lafleur, Abel. \|FRA \| e. - Lahaye, François, Etienne. \|FRA \| p. - Lalique, René. \|FRA \| ad. - Lambert, Fernand. \|FRA \| p. - Lambert, Georges. \|FRA \| p. - Lamourdedieu, Raoul. \|FRA \| e. - Langlois, Paul. \|FRA \| p. - Lapparent, Paul de. \|FRA \| p. - Laprade, Pierre. \|FRA \| p. - La Rochfoucauld, Hubert de. \|FRA \| ad. - Larroux, Antonin. \|FRA \| e. - Latenay, Gaston de. \|FRA \| p. - Laumonnerie, Théophile-Hippolyte. \|FRA \| ad. - Laurencin, Marie. \|FRA \| d. - Laurens, Jean-Pierre. \|FRA \| p. - Laurens, Paul-Albert. \|FRA \| p. - Lavery, John. \|IRL \| p. - Le Bail, Louis. \|FRA \| p. - Le Basque, Henri. \|FRA \| p. - Le Beau, Alcide. \|FRA \| p. - Lechat, Albert, Eugène. \|FRA \| p. - Le Cour, Charles. \|FRA \| e. - Lefebre, Wilhelm. \|DEU \| d. g. p. - Lefort, Jean. \|FRA \| p. - Lehmann, Jacques. \|FRA \| p. - Le Kow, Hedwige de. \|HUN \| g. - Lempereur, Edmond. \|FRA \| p. - Lepère, Auguste. \|FRA \| d. p. - Le Petit, Alfred-Marie. \|FRA \| p. - Lepla, Anastazy. \|POL \| e. - Le Roy Desrivières, Gabrielle. \|FRA \| ad. - Lévi-Strauss, Raymond, Urbain, Élie. \|FRA \| p. - Lévy, Rodolphe. \|DEU \| p. - Lewisohn, Rafael. \|FRA \| p. - Leydet, Louis. \|FRA \| p. - Liebart, Hubert. \|FRA \| p. - Lima, Léopold de. \|FRA \| g. (pero brasileño) - Linet, Octave. \|FRA \| p. - Lisbeth Delvolve Carrière. \|FRA \| p. - Loehr, François. \|DEU \| e. - Loiseau, Gustave. \|FRA \| p. - Lombard, Alfred-Camille. \|FRA \| p. - Lopisgich, Georges-Antonio. \|FRA \| p. - Lottin, Frédéric. \|FRA \| p. - Lovatelli, Flippo. \|ITA \| e. - Loy, Mina. \|GBR \| d. - Lozano García, Antonio. \|ESP \| p. - Luders, Julius. \|DEU \| g. - Lunois, Alexandre. \|FRA \| g. - Macdonald, Fredda. \|GBR \| p. (de India) - Madeline, Paul. \|FRA \| p. - Magne de la Croix, Paul. \|FRA \| p. - Maillol, Aristide. \|FRA \| e. - Mangeant, Emile. \|FRA \| ad. - Mangin, Marc. \|FRA \| p. - Manguin, Henri-Charles. \|FRA \| p. - Marceau, Henry. \|FRA \| p. - Marchandise, Lucy. \|FRA \| ad. - Marcolesco, Georges. \|ROU \| p. - Margueritt, G. \|FRA \| d. g. - Marinot, Maurice. \|FRA \| p. - Markous, Louis. \|POL \| g. p. - Marvaliave, François de. \|FRA \| d. - Marque, Albert. \|FRA \| e. - Marquet, Albert. \|FRA \| p. - Marret, Henri. \|FRA \| p. - Marshall, Thomas William. \|FRA \| p. - Martel, Eugène. \|* \| p. - Martin, Pierre. \|FRA \| p. - Martin, Louis Henri. \|FRA \| e. - Martin, Philippe Charles. \|FRA \| d. - Martin, Jacques. \|FRA \| p. - Marval, Jacques. \|FRA \| p. - Massoul, Félix. \|FRA \| ad. - Matisse, Auguste. \|FRA \| p. - Maufra, Maxime-Émile-Louis. \|FRA \| d. p. - Maurer, Alfred. \|USA \| p. - Mengens, Sybil. \|GBR \| d. - Mercier, Raoul. \|FRA \| p. - Metchnikoff, Olga. \|RUS \| p. - Méthey, André. \|FRA \| ad. - Mezzara, Paul. \| FRA \| ad. - Michelet, Firmin-Marcelin. \|FRA \| e. - Milcenbeau, Charles. \|FRA \| p. - Milde, Gertrude. \|DEU \| p. - Milvoy, Amédée Denis. \|FRA \| ar. - Mion, Louis. \|FRA \| p. - Mita, Georges. \|FRA \| p. - Monard, Louis de. \|FRA \| e. - Montigny, Jenny. \|BEL \| p. - Moreau, Pierre-Louis. \|FRA \| p. - Moreau-Nélaton, Etienne. \|FRA \| p. - Moreau-Vauthier, Paul. \|FRA \| e. - Moret, Henry. \|FRA \| p. - Morisset, André. \|FRA \| p. - Morlet, Henri-Nicolas. \|FRA \| ad. - Morren, George. \|BEL \| p. - Morrice, James Wilson. \|CAN \| p. - Moujon Gauvin, Eugène. \|FRA \| p. - Mouveau, Georges-René. \|FRA \| ad. - Mutermilchova, Mela. \|POL \| p. - Nadelman, Elias. \|POL \| d. - Namur, Paul-Franz. \|FRA \| p. - Nathan, Fernand. \|FRA \| p. - Naudin, Bernard. \|FRA \| d. - Navelier, Eduard, Fèlicien,Eugène. \|FRA \| e. - Nelson, Minnie. \|USA \| d. - Neumont, Maurice. \|FRA \| g. p. - Nioladzé, Jacques. \|GEO \| e. - Niederhausern Rodo, Auguste de. \|CHE \| e. - Nonell-Monturiol, Isidor. \|ESP \| p. - Oakley, Georges. \|USA \| p. - O’Conor, Roderic. \|IRL \| p. - Ory-Rodin, Blanche. \|FRA \| **. - Osbert, Alphonse. \|FRA \| p. - Ottamann, Henry. \|FRA \| p. - Ouvré, Achille. \|FRA \| d. g. - Paillard, Henry. \|FRA \| p. - Palézieux, Edmond de. \|CHE \| p. | - Patterson, Ambrose Mc Carty. \|AUS \| p. - Paulin, Paul. \|FRA \| p. - Pavill, Elie. \|RUS \| p. - Paviot, Louis. \|FRA \| p. - Peccatte, Charles. \|FRA \| p. - Péraud, Charles. \|FRA \| g. - Perelmagne, Wladimir. \|RUS \| e. - Périnet, Louis, André. \|FRA \| p. - Peské, Jean de. \|RUS \| d. p. - Peters-Destéract, Albert. \|DEU \| g. (francés) - Pettit, Théophile, Paul, Stanislas. \|FRA \| ar. - Picadia, Francis. \|FRA \| d. g. p. - Picard, Mathurin, dit Mathis. \|FRA \| p. - Picart Le Doux, Charles. \|FRA \| g. p. - Pichot, Ramon. \|ESP \| p. - Piet, Fernand. \|FRA \| p. - Pimienta, Gustave. \|FRA \| e. - Pinchon, Robert. \|FRA \| p. - Piot, René. \|FRA \| d. p. - Pissaro, Lucien. \|FRA \| ad. p. - Poullain, Edmond, Marie. \|FRA \| p. - Prath, René. \|FRA \| p. - Prunier, Gaston. \|FRA \| p. - Puy, Jean. \|FRA \| p. - Quintini, Léon, Victor de la. \|FRA \| d. p. - Raffaelli, Jean, François. \|FRA \| p. - Raguel, Félicien. \|FRA \| ar. - Ramos-Martínez, Alfredo. \|MEX \| p. - Ranft, Richard. \|CHE \| p. - Rassenfosse, Armand. \|BEL \| d. - Rechberg, Arnold, Frédéric. \|DEU \| e. - Redon, Georges. \|FRA \| p. - Redon, Odilon. \|FRA \| p. - Regoyos, Dario de. \|ESP \| p. - Renoir, Rierre-Auguste. \|FRA \| p. - Reymond, Carlos. \|FRA \| p. - Riblet, Fernand. \|ITA \| p. - Rivaud, Charles. \|FRA \| ad. - Rivièvere, Raymond, Pierre. \|FRA \| p. - Robbe, Manuel. \|FRA \| g. - Robbi, Adolf. \|CHE \| p. - Roby, Gabriel. \|FRA \| p. - Roche, Camille-Augsute. \|FRA \| p. - Roche, Pierre. \|FRA \| ad. e. g. - Rodin, Gustave. \|FRA \| ** - Roques, François, Jules, Alexandre. \|FRA \| e. - Rosenberg, J. \|FRA \| p. - Rosot, Henri. \|FRA \| ad. - Rosert, Paul. \|FRA \| p. - Rouault, Goerges. \|FRA \| p. - Roubichou, Alphonse. \|FRA \| p. - Rousaud, Aristide. \|FRA \| e. - Rousseau, Henri, Julien. \|FRA \| p. - Roussel, Xajier. \|FRA \| p. - Roussel-Masure, Henri. \|FRA \| p. - Roustan, Emile. \|FRA \| g. - Roux Champion. \|FRA \| g. p. - Russell, John. \|AUS \| p. - Saglio, Édouard. \|FRA \| **. - Sainsére, Jeanne. \|FRA \| p. - Sainte, Pierre. \|FRA \| e. - Samonos, André-Michael. \|FRA \| g. - Sands, Ethel. \|USA \| p. - Sauton, Mython. \|FRA \| ad. - Sauvage, Henri. \|* \| p. - Schenck, Edouard. \|FRA \| ad. - Shulz, Adrien. \|FRA \| p. - Schumacher, William-Emile. \|USA \| p. - Scott-Dabo, Théodore. \|USA \| p. - Scott de Plagnolles. \|FRA \| p. - Séailles, Marie-Paule. \|FRA \| p. - Selmy, Eugène-Benjamin. \|FRA \| p. - Serruys, Yvonne. \|BEL \| e. - Seyssaud, René. \|FRA \| p. - Sézille, Louis-Pierre. \|FRA \| ar. - Sickert. \|GBR \| p. - Silbert, Rose. \|AUT \| e. - Silice, André. \|FRA \| p. - Simmen, Henri. \|FRA \| ar. - Simon, T. François. \|CZE \| g. p. - Soek, Louis. \|FRA \| p. - Sortini, Xavier. \|ITA \| e. - Soudbinine, Sérafhin. \|RUS \| e. - Spaniel, Otakar. \|CZE \| e. - Sprinkmann, Max-Christian. \|DEU \| g. - Sternberg-Davids, Nephtaly. \|BEL \| p. - Sterne, Maurice. \|RUS \| p. - Sue, Louis. \|FRA \| p. - Sunyer, Joaquim. \|ESP \| p. - Suréda, André. \|FRA \| p. - Synave, Tancrède. \|FRA \| d. p. - Szegfy, Erzsi. \|HUN \| p. - Szekely, André de. \|HUN \| p. - Szikszay, Féri de. \|HUN \| **. - Tapissier, Edmond. \|FRA \| p. - Taquoy, Maurice. \|FRA \| p. - Tarkhoff, Nicolas. \|RUS \| p. - Ten Cate, Siebe. \|NLD \| p. - Thibésar, Raymond. \|FRA \| p. - Thiésson, Gaston. \|FRA \| p. - Torent, Evelio. \|ESP \| p. - Torneman, Axel. \|SWE \| p. - Toupet, Jacques. \|FRA \| p. - Toussaint, Gaston. \|FRA \| p. - Trigoulet, Eugène. \|FRA \| g. - Triou, André. \|FRA \| d. - Triquigneaux, Louis. \|FRA \| p. - Truquet, Abel. \|FRA \| g. p. - Trufaut, Fernard. \|FRA \| p. - Turin, André. \|FRA \| p. - Ulmann, Raoul-André. \|FRA \| p. - Urbain, Alexandre. \|FRA \| d. p. - Vaillant, Jacques. \|FRA \| p. - Vallée, Ludovic. \|FRA \| p. - Valloton, Félix. \|CHE \| p. - Valtat, Louis. \|FRA \| p. - Van Bever de la Quintinie, Marguerite. \| FRA \| d. - Van Dongen, Kees. \|NLD \| p. - Paul Véra. \|FRA \| ad. - Vernet, Paul. \|FRA \| p. - Viau, Benjamin. \|FRA \| p. - Viau, Daniel. \|FRA \| p. - Vibert, James. \|CHE \| e. - Vibert, Pierre-Eugène. \|CHE \| d. - Villéon, Emmanuel de la. \|FRA \| p. - Villon, Jacques. \|FRA \| d. g. p. - Vlamink, Maurice de. \|FRA \| p. - Volant, Octave. \|FRA \| p. - Vollet, Henry. \|FRA \| p. - Volot, Jacques. \|FRA \| p. - Volot, Pierre. \|FRA \| p. - Vuibert, Paul. \|FRA \| p. - Vuillard, Jean-Édouard. \| FRA \| p. - Weismann, Jacques. \|FRA \| p. - Wely, Jacques. \|FRA \| p. - Wilder, André. \|FRA \| p. - Willette, Léon-Adolphe. \|FRA \| p. - Wolff, Sophie. \|DEU \| p. - Wybo, Georges-Eugène-Adolphe-Henri. \|FRA \| ar. - Young, Mahonri. \|USA \| e. p. - Zak, Eugène. \|POL \| d. p. - Zubritzky, Lorand. \|HUN \| p. - Zuricker, Bertha. \|CHE \| p. - Zuricher, Ulrich-Wilhelm. \|CHE \| p. |

Abreviaturas: 
Según país de origen: se utiliza la ISO 3166-1 y de esta norma el código alfa-3, el código ISO de 3 letras asignado al país o territorio. En caso no especificar el país de origen se usó: * (asterisco). Según sección:   ad. artes decorativas, ar. arquitectura, d. dibujo, e. escultura,  g. grabado, p. pintura. Se utiliza la palabra sección porque así se refieren en el reglamento a este tipo de participación. En caso de no especificar la sección en la cual participó en alguna obra o en todas se usó: ** (dos asteriscos). 
Observaciones:
La mayoría de los nombres se presentan con un apellido y el nombre, Otros no se da el nombre o se da la inicial. Y pocos casos donde se tomó en cuenta el nombre (y no el apellido para estar en la lista) o se dan los dos apellidos. Los nombres de los artistas se conservaron como vienen escritos en el francés del catálogo. Algunos nombres vienen compuestos de dos o más nombres, los cuales vienen separados por comas, un espacio o guiones. Se omitió la abreviatura de madame que algunos nombres de mujeres tenían escritos. Los nombres en el catálogo vienen entre paréntesis, en la lista, este aspecto se indica con cursiva. El tipo de impresión o papel y grado de conservación del documento puede hacer que algunos acentos ortográficos no se vean en la imagen del documento, con el nombre Abel Faivre está después del apellido Fabre, así viene escrito.
Con el nombre del artista y la indicación de cual sección participó, algunos presentaron trabajos de varias secciones. En otros casos se específica unas y otra no se específica de la obra presentada, su sección. Aunque están determinadas las secciones, en el catálogo aparecen especificaciones singulares por ejemplo: monotipia y se clasifica como dibujo, pastel pero se clasifica como dibujo. Se indica litografía o agua fuerte (y claramente son técnicas de grabado, pero no se específica así). Luego aparecen abreviaturas como past. y aq. que se puede interpretar como pastel y acuarela (los mismos no se especifican si son dibujos o pinturas). Relacionado con lo anterior se le describe como acuarela pastel y no se clasificó como pintura o dibujo. De otra manera hay artistas que presentan trabajos escultóricos en bronce y otros trabajos en yeso, parecen esculturas, pero no lo especifican con la abreviatura usada para escultura en el catálogo. Hay un proyecto de arquitectura en el cual participan conjuntamente dos personas.
Con el país de origen, hay particularidades,  una persona nació en París pero se indica que es brasileño, en otro caso está indicado que nació en Chile pero es inglés y otra nació en Finlandia pero es francés. Con otra persona se indica que es inglés pero vive en Australia. De otra persona se indica que es inglés pero de las antiguas Colonias en la India. Se refinará más el aspecto si es de Inglaterra o Gran Bretania, en la denominación de inglés.

## Características de la participación
Los países de origen de los 577 participantes en su mayoría son de Francia (421 personas). Fuera de Francia hay de: Alemania (17 personas), Armenia (1 persona), Australia (3 personas), Austria ( 2 personas), Bélgica (8 personas), Canadá (3 personas) , Dinamarca (1 persona), Estados Unidos (18 personas), España (9 personas), Finlandia (1 persona), Georgia (1 persona), Grecia (1 persona), Holanda (2 personas), Hungría (10 personas), Inglaterra (14 personas), Irlanda (5 personas), Italia (6 personas), México (1 persona), Polonia (10 personas), Portugal (1 persona) , República Checa (2 personas), Rumania (4 personas), Rusia (15 personas), Serbia (1 persona), Suecia (1 persona), Suiza (12 personas) y 8 personas no les indica su país de origen. Sin tomar en cuenta a las personas que no se les especificó su país de origen, se puede hablar de un 25,13% de personas no francesas. Hay participación tanto de hombres como de mujeres. Lo siguiente no se refiere a obras por sección, sino cuántos artistas presentaron por sección, así 45 artistas presentaron obra en la sección de artes decorativas,  15 personas presentaron proyecto en la sección de arquitectura (hay un dúo que presentó proyecto), 68 artistas presentaron obra en la sección de escultura, 47 artistas presentaron obra en la sección de dibujo, 40 artistas presentaron obra en la sección de grabado, 407 artistas presentaron en la sección de pintura, 6 personas no se les indica en que sección participaron. Varios artistas presentaron obras en diferentes secciones. En pintura se puede suponer que es pintura al óleo sobre tela, pero el catálogo no lo expresa. Aparecen técnicas de pintura como el pastel o acuarela. Las técnicas de grabado presentes en la exposición fueron: agua fuerte, agua tinta, lithografía, monotipia, punta seca y una llamada "gypsographie" la plancha es de yeso, la cual se entinta para imprimir en el papel. Materiales en escultura usados fueron: bronce, cera, mármol, piedra, terra cota, y yeso. En escultura se usaron figuras de cuerpo entero, busto, torsos, cabeza, medallas, trofeos y tinteros (estos tres últimos fueron clasificados en esa sección). Con Rodin Gustave, él presentó un ensamble de obras de Rodin, se puede suponer que es un conjunto escultórico, de varias esculturas, pero eso no dice el catálogo, en la descripción de obra se utiliza la palabra ensamble como dato curioso.
En la lista de las obras, no hay una descripción de las dimensiones de las obras y en el mismo o en otro apartado para cada una de ellas, no hay una foto de cada obra o al menos en algunas de ellas.
Con relación a la arquitectura a " lo largo del siglo XX, las tres artes o géneros tradicionales, arquitectura, pintura y escultura, hasta ahora unificadas, durante períodos más o menos largos de tiempo, por el estilo que impera en la época, irán adquiriendo una mayor independencia y autonomía", la pintura y escultura estarán enlazadas en alguna medida.

## Salón, hito fauvista

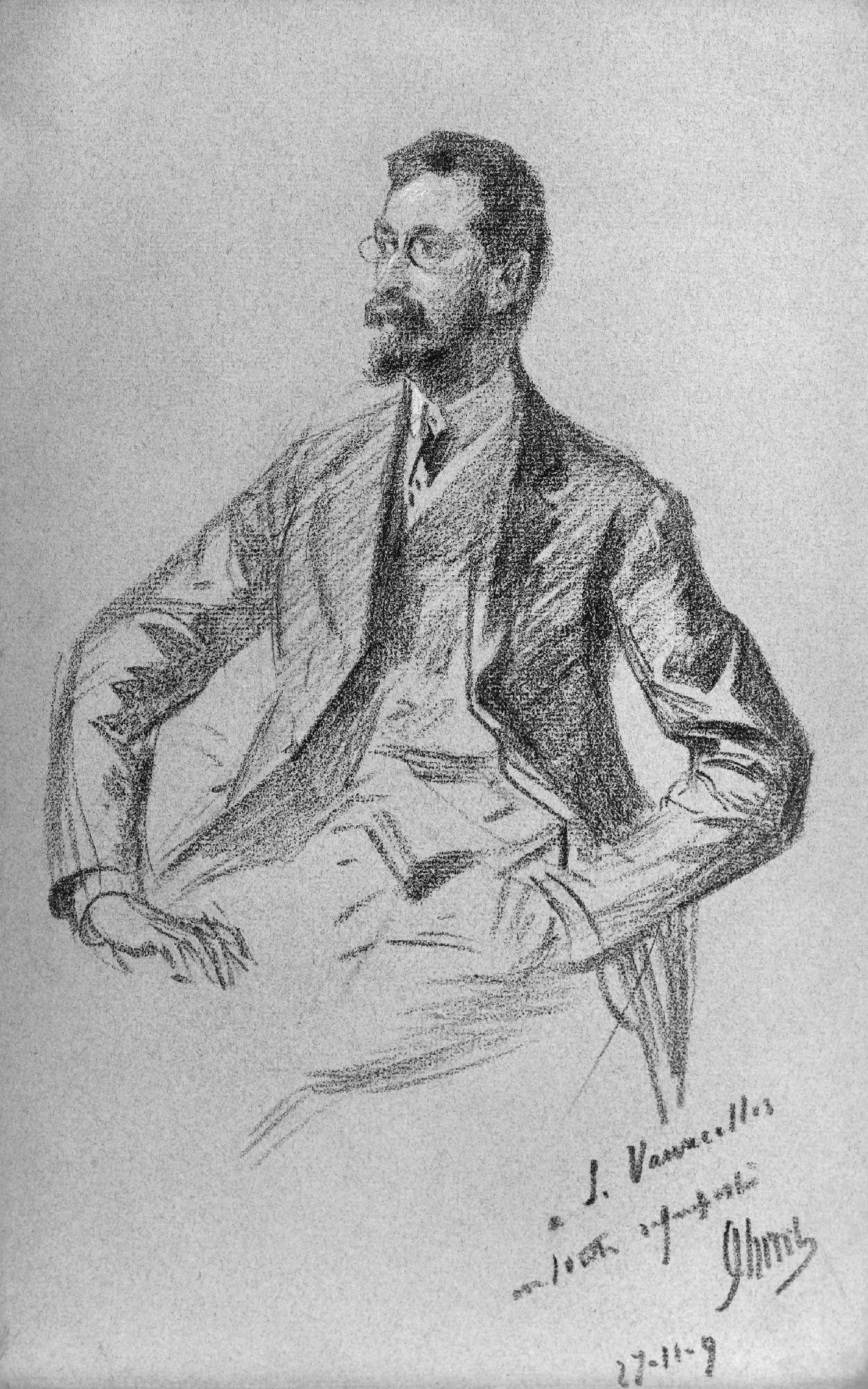
Louis Vauxcelles por Jules Chéret (1836-1932)

La historia del arte y otras disciplinas que incursionan en el campo del arte, tienen entre sus intereses estos salones artísticos para estudiar colectivos y artistas individuales, hay cambios de perspectivas de investigación y nada pertenece como absoluto.
En el caso del fauvismo, hay dos supuestos sobre el origen del calificativo hacia el grupo de artistas y sus obras, relacionados con el Salón de otoño de 1905 el cual marca un punto de referencia para el nacimiento de este movimiento artístico:
El primero de estos supuestos proviene de la mención "les fauves", en español las fieras,  al conjunto de obras expuestas en la Sala número VII durante la celebración del Salón de otoño de 1905 donde se presentaron numerosas obras al concurso y aparecieron problemas a la hora de clasificar y hacer una correspondencia de algunas de ellas con nociones de arte ya establecidos o aceptados. Fue algo parecido a lo que pasó en su momento con los impresionistas cuando una serie de pinturas fueron calificadas de «incoherentes» y sus autores excluidos del salón por expresarse de un modo intenso y diferente. Las palabras "les fauves" fueron hechas como parte de una crítica de arte publicada en el periódico Gil Blas, el 17 de octubre de 1905 por Louis Vauxcelles sobre la obras presentadas en la Sala VII:
- "Au centre de la salle, un torse d'efant, et un petit buste en marbre, d'Albert Marque, qui modèle avec un science délicate. La candeur de ces bustes surprend, au milieu del'orgie des tons purs: Donatello chez les fauves..."[21]
- "En el centro de la sala, un torso de un niño, y un pequeño busto en mármol de Albert Marque, ese modelo con ciencia delicada. El candor de esos bustos sorprende, en medio de la orgía de tonos puros: Donatello entre las fieras..."

La mención a Donatello se debe a que en la misma sala había una escultura de corte renacentista, del escultor Albert Marque (no confundir con el pintor Albert Marquet). El artista había presentado dos esculturas: un torso de un niño en bronce y un retrato de Marthe Lebasque, un busto de mármol. Con una sensibilidad que recuerda el estilo italiano, menciona Matisse, sobre el busto infantil. Y el momento donde el crítico de arte Louis Vauxelles al entrar a la sala, él exclamó: "iVaya, Donatello entre las fieras!" ["Donatello an milieu tdes Fauves"] . Los autores de las obras dieron importancia, a la frase:"Donatello chez les fauves..." (en español, Donatello entre fieras...) mencionada al final del apartado, sobre la crítica para la Sala VII en el artículo del periódico Gil Blas o la que menciona Matisse como sucedido, adoptando el distintivo, como etiqueta a sus obras y su grupo. John Elderfield menciona estas dos afirmaciones: la publicación en el periódico y la mención que hace Matisse sobre la frase. Este origen se toma como cierto desde muchos años en la historia del arte.
El segundo de estos supuestos, el más reciente, es donde Roberta Smith, crítica de arte contemporáneo que escribe actualmente en The New Tork Times, hace una relación del artista Henri Rousseau con su obra León hambriento atacando a un antílope la cual fue expuesta en el Salón de otoño de 1905 con el grupo de artistas que posteriormente fueron llamados fauvistas. Ella aclara: que Rousseau  nunca se le ha considerado como fauvista, ni ella lo hace. Sin embargo la temática de violencia o la violencia en la selva o la violencia salvaje del cuadro, pudo haber influido en la elección del calificativo para el grupo de pintores jóvenes del movimiento. Esta afirmación surge en la exposición Henri Rousseau: Selvas en París donde también se hace el mismo alegato, esta exhibición fue realizada del 16 de julio al 15 de octubre de 2006, en la Galería Nacional de Arte de Washington D. C. (en colaboración con el Tate Modern o el Museo Nacional Británico de Arte Moderno, la Unión de Museos Nacionales de Francia o Réunion des Musées Nationaux (RMN) y el Museo de Orsay. Los curadores de la exposición fueron Frances Morris del Tate Modern, Christopher Green del Courtauld Institute of Art y Claire Frèches-Thory (curador principal del Museo de Orsay).
Un poco en contexto sobre estas afirmaciones. Primero "solo tres de los seis artistas que agrupaba L'lllustration estaban representados en la famosa Salle VII: Matisse, Derain y Manguin. Con ellos estaban Marquet, Camoin, Vlaminck y algunos otros; Puy estaba en la Salle III con los nabis, mayores que él, Vuillard y Bonnard entre ellos; Rouault estaba en la Salle XVI con algunos realistas de influencia cezaniana, como los clasificó Vauxcelles, que apuntaba el contraste entre su obra y la de Rouault. Valtat estaba en la Salle XV, con los entonces desconocidos Jawlensky y Kandinsky". Segundo se ignora si la obra de Henri Rousseau estaba en la misma sala VII, pues solo está por cierto la afirmación de Roberta Smith y la que se hizo en la exposición de Rousseau. También se ignora el fundamento de la relación.

## Obras expuestas por los fauvistas
En la lista de las obras del catálogo, no hay una descripción de las dimensiones de las obras y en el mismo o en otro apartado para cada una de ellas, no hay una foto de cada obra o al menos en algunas de ellas, en la publicación en la L'Illustration solo hay foto de una parte de las obras y no de todos los artistas. Estas son las obras que presentaron los artistas, las cuales estuvieron en varias salas del Gran Palacio, durante los 39 días, lo que duró la muestra:
| - De Henri Matisse, seis óleos y dos acuarelas - Jeune femme en robe japonaise au bord de l'eau (óleo sobre lienzo) - Fenêtre ouverte (óleo sobre lienzo) - Nature morte (óleo sobre lienzo) - Matinée d'été (óleo sobre lienzo) - Femme au chapeau (óleo sobre lienzo) - Japonaise (óleo sobre lienzo) - Marine (pêcheur) (óleo sobre lienzo) - Marine (bateaux) (óleo sobre lienzo) - Baigneuses (acuarela) - Promenade (acuarela) - De André Derain, cinco óleos y cuatro pasteles - Portrait (óleo sobre lienzo) - Chêne Liège (óleo sobre lienzo) - Vue de Collioure (óleo sobre lienzo) - Sêchage des voiles (óleo sobre lienzo) - Port de pêche (óleo sobre lienzo) - Fragment décoratif (pastel) - Péniches (pastel) - Vue de Collioure (pastel) - Vieilles maisons à Collioure (pastel) | - De Maurice de Vlaminck, cinco óleos - Vallée de la Seine à Marly - Maison de mon père - Crépuscule - Jardín - Etang de Saint-Cucufa - De Henri Manguin, cinco óleos - Sieste - Sur le balcon - Sous les arbres - Chêne liège - Le Pré - De Charles Camoin, cinco óleos - Sur la terrasse - Agay, l'hôtel - Agay, bord de mer - Port de Cassis, soleil couchant - Port de Cassis, temps gris - De Albert Marquet, cinco óleos - Port de Menton - Anthéor - Agay - La Trayas - Rochers rouges du Trayas |

## Reacciones

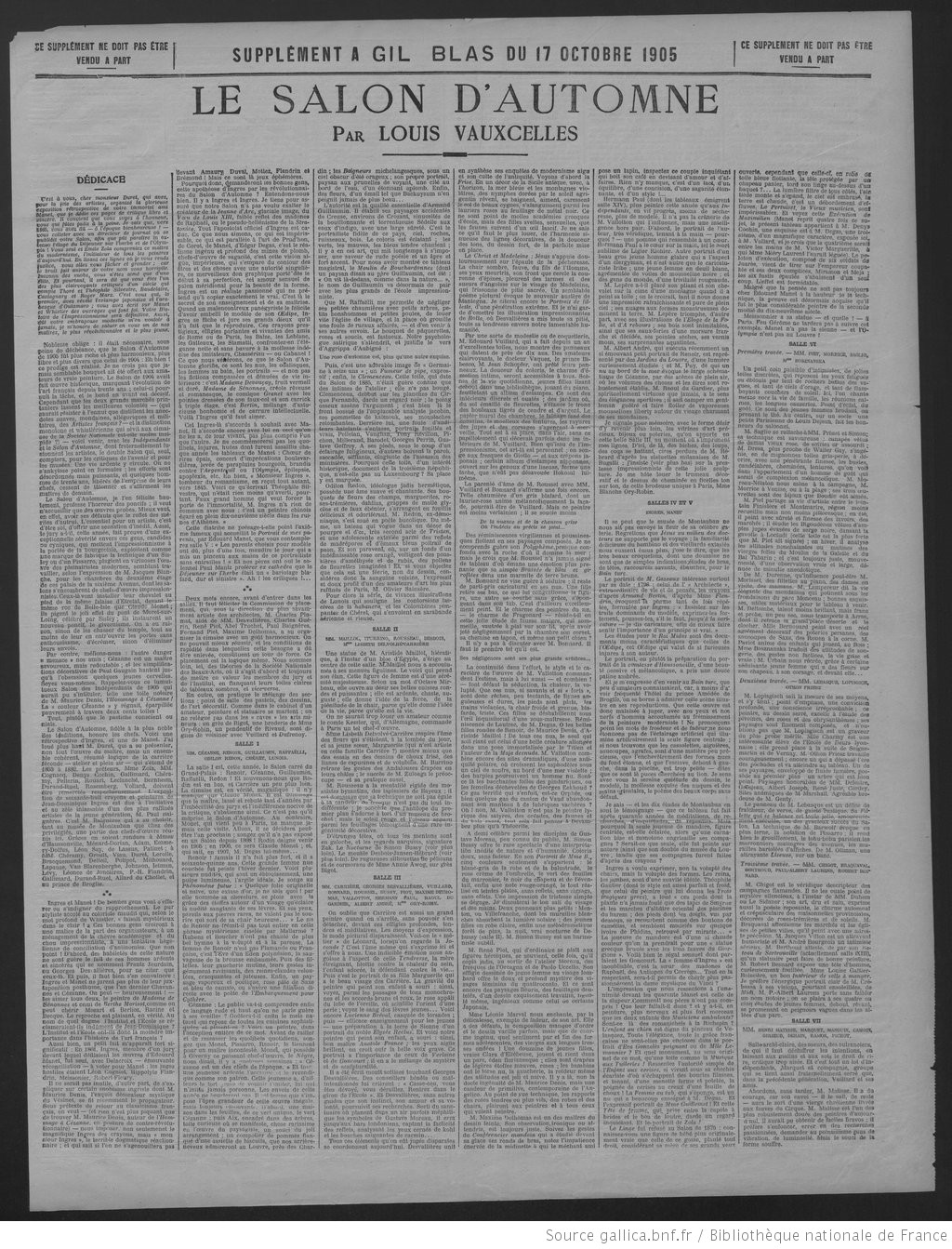
Crítica de Louis Vauxcelles al Salón de Otoño en el Gil Blas, publicada el día 17 de octubre de 1905, página "A".

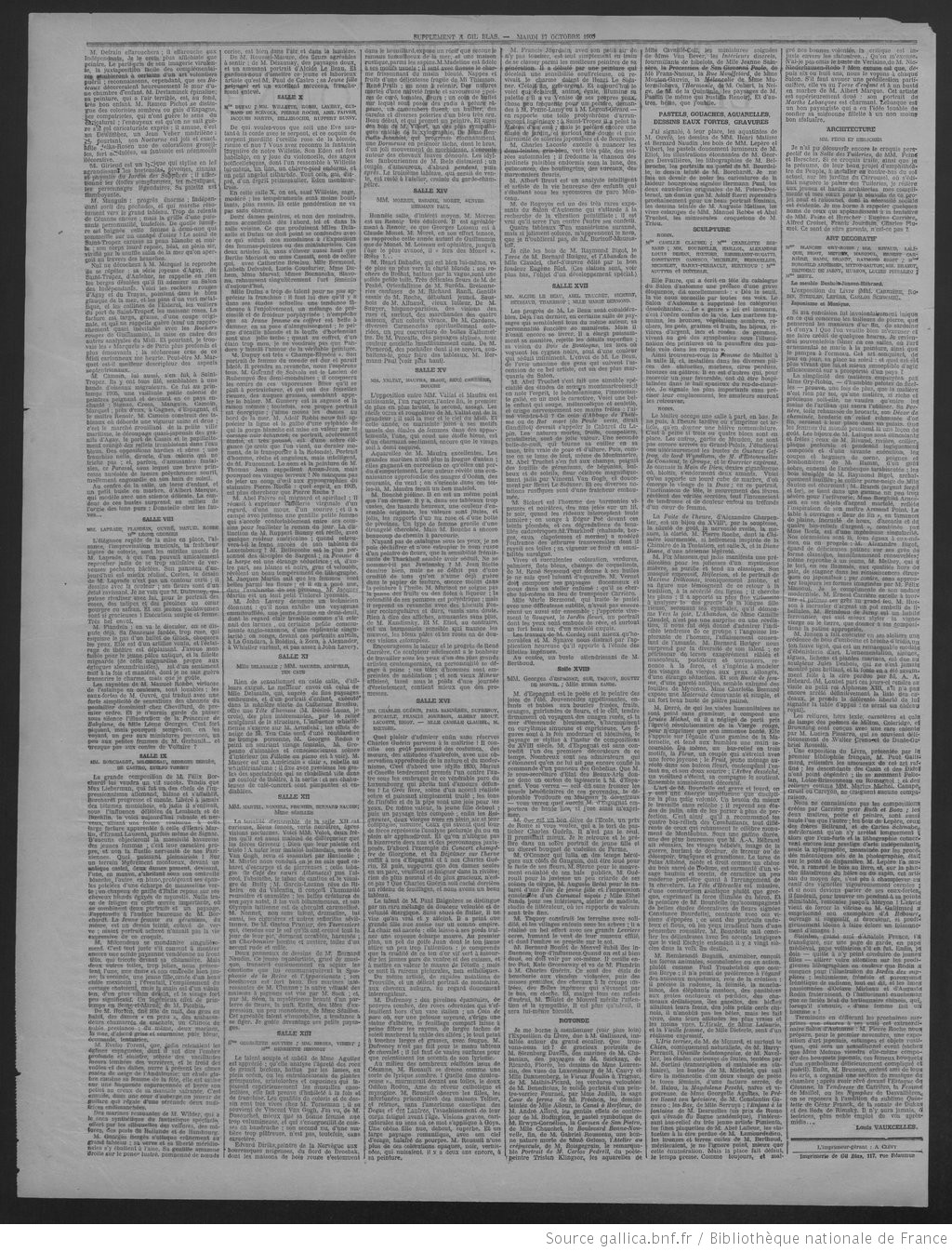
Crítica de Louis Vauxcelles al Salón de otoño en el Gil Blas, publicada el día 17 de octubre de 1905, página "B".

Pese a lo que se pueda pensar el Salón de otoño de 1905 fue bastante bien acogido, siendo particularmente favorables las críticas a las retrospectivas de Ingres y Manet. Los artistas expuestos son conocidos e incluso los más innovadores habían expuesto algunos meses antes en la galería Berthe Weill (1904 y 1905).[cita requerida] No obstante numerosos detractores reaccionaron con violencia, tanto en la prensa cotidiana (dirigida al gran público convencional) como en la especializada (algunos de cuyos miembros, sabedores del simbolismo que encierra, rechazan con virulencia el ascenso de la nueva generación.[cita requerida] Incluso el presidente de la República Émile Loubet rechazó inaugurar el Salón tras haber sido prevenido de la presencia de algunas obras inaceptables.[cita requerida]
En el suplemento del cotidiano parisino Gil Blas del 17 de octubre de 1905 el crítico de arte Louis Vauxcelles (1870 - 1943) escribe: « En el centro de la sala vemos un torso infantil y un pequeño busto de mármol modelado con delicada ciencia por Albert Marque. El candor de estos bustos sorprende en medio de la orgía de tonos puros como un Donatello entre salvajes.» Más tarde, en 1939, en su libro[cita requerida] sobre el fauvismo Vauxcelles reconoce a media voz que esa comparación le fue inspirada por un crítico desconocido que al pasar describió lo que acababa de ver a Matisse como « Donatello en la jaula de los salvajes ».
Los opositores ponen como pretexto varios puntos considerados como chocantes, en particular la ausencia de savoir-faire y la visibilidad de la técnica dando sensación de falta de finalización.[cita requerida] Extraen dos[cita requerida]  tipos de conclusiones: para unos se trata de una torpeza propia de un salvaje, un niño o un loco. Así Marcel Nicolle, crítico de arte del Journal de Rouen habla de los «juegos bárbaros e ingenuos de un niño que se ejercita con la caja de pinturas». Para otro se trata de charlatanes anarquistas que claman su odio antiburgués. Los cuadros son vistos no ya como extravagantes sino como directamente agresivos. « ¿Esto es arte? ¿O más bien es una mistificación y el Salón de otoño ha querido sumar al atractivo de sus galerías la sorpresa de una broma pesada? »  leemos en La Liberté. Del mismo modo Gertrude Stein dice sobre la Femme au chapeau de Matisse: « Los visitantes reían al ver la tela e incluso intentaban rasgarla ».
Se reciben también, especialmente por parte de intelectuales, críticas favorables. André Gide escribe así: « Cuando oí gritar delante de Matisse « ¡es una locura! » tuve ganas de responder « al contrario, caballero, al contrario.[cita requerida] Es puro producto de la teoría. » Todo puede ser deducido y explicado; la intuición no tiene nada que hacer. Sin duda cuando el señor Matisse pinta la frente de esta dama de color manzana y el tronco de ese árbol de rojo fuerte quiere decirnos: « esto es porque… » Sí, esta pintura es razonable, e incluso razonadora. ». Al igual que él, Maurice Denis reprocha a los fauvistas un exceso de teoría.[cita requerida]

## ¿Manipulación?
Rápidamente surge la idea de una manipulación orquestada por los creadores del Salón.[cita requerida] En efecto, Vauxcelles es el principal autor de la reputación de la exposición, pertenece al jurado que selecciona las obras y conoce las obras y los artistas (ha incluso felicitado[cita requerida] a Matisse por sus investigaciones y su valentía durante la presentación de éste en la galería Barthe-Weill poco tiempo antes) mientras que en su artículo parec[cita requerida] descubrirlos. Además pese a desatar él la polémica Vauxcelles permanece más comprBiblioensivol resto de la prensa y se mantiene alejado de las burlas que hace, por ejemplo, L'Illustration. Este escándalo parece haber sido más orquestado de lo que en un principio puede suponerse[cita requerida]  Lo cual no empaña que el Salón de otoño de 1905 haya marcado la historia del arte del siglo XX.[cita requerida]